# 鄺肖卿
鄺肖卿（英語：Kwong Siu Hing，1929年12月2日—），冠夫姓又稱郭鄺肖卿（英語：Kwok Kwong Siu Hing），籍貫廣東花縣（現廣州市花都區花山鎮），香港企業家，新鴻基地產前董事局主席，新鴻基地產創辦人郭得勝的夫人，亦是前董事局主席郭炳湘、現任聯席主席郭炳江及郭炳聯的母親。曾是香港首富，至今亦長期保持香港女首富地位。
現時，郭氏家族是透過信托基金持有新鴻基地產股份，當中郭老太佔最大權益，所以她也是新鴻基地產的最大股東。郭老太在家族德高望重，是新地的靈魂人物，也受到三個兒子的尊重，很多事情都由她決定。
另外，鄺肖卿在2011年底，將不會連任董事局主席一職，交回兩名兒子郭炳江及郭炳聯擔任主席一職。
鄺肖卿在《福布斯》2019年全球億萬富豪榜中名列第78位，資產達到151億美元。鄺氏有三子三女。

## 外部連結
. 贤集网. 2018-08-30  [2019-04-14]. （原始内容存档于2019-04-14）.